# Компандування
Компандування (від англ. companding: compression + expanding) — метод зменшення впливу спотворень сигналу при його передачі через канали з обмеженим динамічним діапазоном. Для цифрових сигналів базується на збільшенні числа кроків квантування в області малих значень вхідного сигналу і зменшення в області максимальних значень, для аналогових — стисканні динамічного діапазону сигналу при передачі і розширення при відтворенні. Динамічний діапазон сигналу стискається перед передачею і повертається в початковий стан на приймачі.
Використання компандування дозволяє передавати сигнали з великим динамічним діапазоном через середовище з меншим динамічним діапазоном. Компандування зменшує шум та інші небажані ефекти на приймачі.

## Практичне застосування

### В цифрових системах
Компандування використовується в цифрових системах для стиснення перед перетворенням аналогового в цифровий сигнал та зворотного розкодування сигналу після цифро-аналогового перетворення, що є аналогом використання нелінійного ЦАП. Так само використовується в цифрових файлових форматах для поліпшення співвідношення сигнал / шум при низькому бітрейті. На приклад, лінійно-кодований 16-бітний PCM (Pulse Code Modulation — імпульсно-кодована модуляція) може бути відконвертований у 8-бітний WAV або au-формат без зміни співвідношення сигнал / шум.

### В телефонії
Закон компандування визначає залежність кроку дискретизації від рівня звуку. Налаштування різних вузлів систем телефонії на роботу один з одним вимагає правильного налаштування законів компандування. Помилкове налаштування, коли передавач та приймач налаштовані на різні закони, може бути виявлене, наприклад, за істотним спотворенням мови. Одним із наслідків може бути неробоча конфігурація, нездатна правильно обробити факсові сигнали. При піднятті трубки людині чути сигнали, що нагадують факсові, проте встановити сеанс роботи з факсом не вдається.

### В аудіосистемах
Компандування використовується у професійних бездротових мікрофонах для поліпшення динамічного діапазону мікрофона (динамічний діапазон мікрофона звичайно ширший динамічного діапазону середовища передачі).